# Vedad Ibišević
Vedad Ibišević (chirilic: Ведад Ибишевић; n. 6 august 1984) este un fotbalist bosniac care evoluează pe postul de atacant la clubul german Hertha BSC și la echipa națională de fotbal a Bosniei-Herțegovina.

## Palmares

### Club
VfB Stuttgart
- DFB-Pokal

Finalist: 2012–13

### Individual
- Fotbalistul bosniac al anului: 2008
- ESM Team of the Year: 2008–09

## Statistici carieră

### Club
La 4 mai 2014.
| Club                | Sezon         | Campionat | Campionat | Cupă    | Cupă   | Europa  | Europa | Total   | Total  |
| Club                | Sezon         | Meciuri   | Goluri    | Meciuri | Goluri | Meciuri | Goluri | Meciuri | Goluri |
| ------------------- | ------------- | --------- | --------- | ------- | ------ | ------- | ------ | ------- | ------ |
| Paris Saint-Germain | 2003–04       | 4         | 0         | 0       | 0      | 0       | 0      | 4       | 0      |
| Paris Saint-Germain | Total         | 4         | 0         | 0       | 0      | 0       | 0      | 4       | 0      |
| Dijon FCO           | 2004–05       | 12        | 4         | –       | –      | –       | –      | 12      | 4      |
| Dijon FCO           | 2005–06       | 21        | 6         | –       | –      | –       | –      | 21      | 6      |
| Dijon FCO           | Total         | 33        | 10        | –       | –      | –       | –      | 33      | 10     |
| Alemannia Aachen    | 2006–07       | 24        | 6         | 3       | 0      | –       | –      | 27      | 6      |
| Alemannia Aachen    | Total         | 24        | 6         | 3       | 0      | –       | –      | 27      | 6      |
| Hoffenheim          | 2007–08       | 31        | 5         | 3       | 1      | –       | –      | 34      | 6      |
| Hoffenheim          | 2008–09       | 17        | 18        | 2       | 1      | –       | –      | 19      | 19     |
| Hoffenheim          | 2009–10       | 34        | 12        | 4       | 1      | –       | –      | 38      | 13     |
| Hoffenheim          | 2010–11       | 31        | 8         | 2       | 2      | -       | -      | 31      | 10     |
| Hoffenheim          | 2011–12       | 10        | 5         | 1       | 1      | -       | -      | 11      | 6      |
| Hoffenheim          | Total         | 123       | 48        | 12      | 6      | –       | –      | 135     | 54     |
| Stuttgart           | 2011–12       | 15        | 8         | 1       | 0      | –       | –      | 16      | 8      |
| Stuttgart           | 2012–13       | 30        | 15        | 6       | 4      | 11      | 5      | 47      | 24     |
| Stuttgart           | 2013–14       | 26        | 10        | 2       | 3      | 4       | 2      | 32      | 15     |
| Stuttgart           | Total         | 71        | 33        | 9       | 7      | 15      | 7      | 95      | 47     |
| Total carieră       | Total carieră | 247       | 94        | 24      | 13     | 15      | 7      | 286     | 114    |

### Internațional
La 15 iunie 2014.
| Bosnia și Herțegovina |         |        |
| Sezon                 | Meciuri | Goluri |
| 2006–07               | 7       | 1      |
| 2007–08               | 6       | 2      |
| 2008–09               | 7       | 1      |
| 2009–10               | 8       | 3      |
| 2010–11               | 6       | 1      |
| 2011–12               | 9       | 6      |
| 2012–13               | 9       | 6      |
| 2013–14               | 4       | 1      |
| Total                 | 56      | 21     |

### Goluri internaționale
La 5 iulie 2014.
| #   | Data              | Stadion                                                         | Oponent                    | Scor | Rezultat | Competiția                                             |
| --- | ----------------- | --------------------------------------------------------------- | -------------------------- | ---- | -------- | ------------------------------------------------------ |
| 1.  | 13 octombrie 2007 | Stadionul Olimpic, Maroussi, Grecia                             | Grecia                     | 2–3  | 2–3      | Preliminariile Campionatului European de Fotbal 2008   |
| 2.  | 19 noiembrie 2008 | Ljudski vrt, Maribor, Slovenia                                  | Slovenia                   | 1–0  | 4–3      | Meci amical                                            |
| 3.  | 19 noiembrie 2008 | Ljudski vrt, Maribor, Slovenia                                  | Slovenia                   | 4–1  | 4–3      | Meci amical                                            |
| 4.  | 10 octombrie 2009 | A. Le Coq Arena, Tallinn, Estonia                               | Estonia                    | 2–0  | 2–0      | Calificările pentru Campionatul Mondial de Fotbal 2010 |
| 5.  | 3 martie 2010     | Stadionul Asim Ferhatović Hase, Sarajevo, Bosnia și Herțegovina | Ghana                      | 1–1  | 2–1      | Meci amical                                            |
| 6.  | 10 august 2010    | Stadionul Grbavica, Sarajevo, Bosnia și Herzegovina             | Qatar                      | 1–0  | 1–1      | Meci amical                                            |
| 7.  | 8 octombrie 2010  | Stadionul Qemal Stafa, Tirana, Albania                          | Albania                    | 1–0  | 1–1      | Preliminariile Campionatului European de Fotbal 2012   |
| 8.  | 26 martie 2011    | Bilino Polje, Zenica, Bosnia și Herțegovina                     | România                    | 1–1  | 2–1      | Preliminariile Campionatului European de Fotbal 2012   |
| 9.  | 28 februarie 2012 | AFG Arena, St. Gallen, Elveția                                  | Brazilia                   | 1–1  | 1–2      | Meci amical                                            |
| 10. | 15 august 2012    | Parc y Scarlets, Llanelli, Țara Galilor                         | Țara Galilor               | 1–0  | 2–0      | Meci amical                                            |
| 11. | 7 septembrie 2012 | Rheinpark Stadion, Vaduz, Liechtenstein                         | Liechtenstein              | 3–0  | 8–1      | Calificările pentru Campionatul Mondial de Fotbal 2014 |
| 12. | 7 septembrie 2012 | Rheinpark Stadion, Vaduz, Liechtenstein                         | Liechtenstein              | 4–0  | 8–1      | Calificările pentru Campionatul Mondial de Fotbal 2014 |
| 13. | 7 septembrie 2012 | Rheinpark Stadion, Vaduz, Liechtenstein                         | Liechtenstein              | 8–1  | 8–1      | Calificările pentru Campionatul Mondial de Fotbal 2014 |
| 14. | 16 octombrie 2012 | Bilino Polje, Zenica, Bosnia și Herzegovina                     | Lituania                   | 1–0  | 3–0      | Calificările pentru Campionatul Mondial de Fotbal 2014 |
| 15. | 6 februarie 2013  | Stadionul Stožice, Ljubljana, Slovenia                          | Slovenia                   | 1–0  | 3–0      | Meci amical                                            |
| 16. | 22 martie 2013    | Bilino Polje, Zenica, Bosnia și Herțegovina                     | Grecia                     | 2–0  | 3–1      | Calificările pentru Campionatul Mondial de Fotbal 2014 |
| 17. | 7 iunie 2013      | Stadionul Skonto, Riga, Letonia                                 | Letonia                    | 2–0  | 5–0      | Calificările pentru Campionatul Mondial de Fotbal 2014 |
| 18. | 14 august 2013    | Asim Ferhatović Hase Stadium, Sarajevo, Bosnia și Herțegovina   | Statele Unite ale Americii | 2–0  | 3–4      | Meci amical                                            |
| 19. | 11 octombrie 2013 | Bilino Polje, Zenica, Bosnia și Herțegovina                     | Liechtenstein              | 3–0  | 4–1      | Calificările pentru Campionatul Mondial de Fotbal 2014 |
| 20. | 15 octombrie 2013 | Stadionul Darius and Girėnas, Kaunas, Lituania                  | Lituania                   | 1–0  | 1–0      | Calificările pentru Campionatul Mondial de Fotbal 2014 |
| 21. | 15 iunie 2014     | Estádio do Maracanã, Rio de Janeiro, Brazilia                   | Argentina                  | 1–2  | 1–2      | Campionatul Mondial de Fotbal 2014                     |